# Hôpital Cochin
Hôpital Cochin (česky Cochinova nemocnice) je nemocnice v Paříži. Nachází se na ulici Rue du Faubourg-Saint-Jacques ve 14. obvodu. Nemocnice je součástí lékařské fakulty Univerzity Paříž V. Nachází se zde pařížské centrum popálenin. Původní stavby jsou chráněny jako historické památky.

## Historie
V roce 1780 byl založen špitál sv. Jakuba (též Jižní špitál), který se stal v roce 1802 Cochinovou nemocnicí na paměť svého zakladatele Jeana Denise Cochina (1726-1783), faráře kostela Saint-Jacques-du-Haut-Pas. Nemocnice byla určená pro místní chudinu. Nemocnice se v roce 1902 sloučila se sousední hôpital Ricord, venerickou nemocnicí založenou v roce 1792. Později se k ní připojily ještě porodnice Port-Royal založená roku 1795 v bývalém klášteru, klinika Baudelocque založená roku 1890 a nemocnice Tarnier z roku 1881.
V 80. letech byl při nemocnici zřízen výzkumný ústav biolékařství Institut Cochin, který byl v roce 2002 reorganizován jako výzkumný ústav gentiky, molekulární biologie a cytologie. Ústav má asi 600 zaměstnanců, spolupracuje s INSERM (Institut national de la santé et de la recherche médicale) a CNRS, a je začleněn do Univerzity Paříž V.
V 90. letech byla nemocnice spojena s nemocnicí Saint-Vincent-de-Paul jako část nemocničního univerzitního uskupení. V roce 2011 v rámci reorganizace pařížské nemocniční služby Assistance publique – Hôpitaux de Paris na 12 nemocničních skupin byla nemocnice spolu s hôpital Broca, hôpital La Rochefoucauld, hôpital de la Collégiale a Hôtel-Dieu začleněna do Nemocniční skupiny univerzitních nemocnic Paříž-střed (Groupe hospitalier hôpitaux universitaires Paris Centre).
V roce 2004 bylo v nemocnici otevřeno středisko Maison de Solenn pro adolescenty s mentální anorexií.